# Bug (Schiffbau)

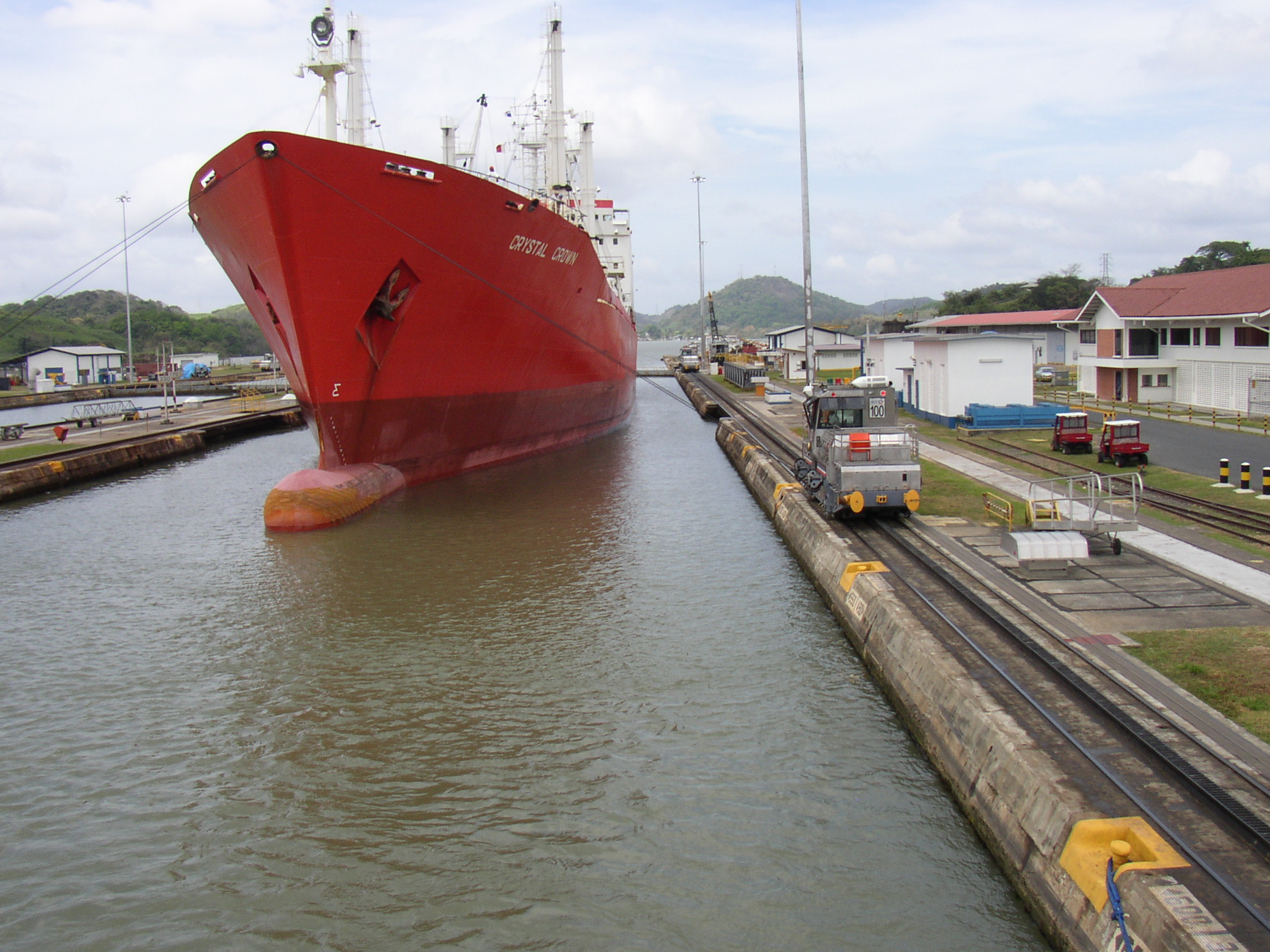
Bug eines Schiffes mit Bugwulst

Der Bug ist der meist strömungsgünstig geformte Vorderteil des Rumpfes eines Schiffs oder Boots. (Der hintere Teil eines Schiffes heißt Heck.) Den vorderen Abschluss des Bugs bildet der Vordersteven, bei Holzschiffen meist ein vierkantiger Holzbalken. Ein über den Bug nach vorne ragender Teil des Schiffs wird als Galion bezeichnet.
Im Laufe der Zeit sind unterschiedliche Bauformen entstanden, bei denen optische, strömungstechnische und/oder andere Aspekte die Form beeinflusst haben.

## Bootsbug

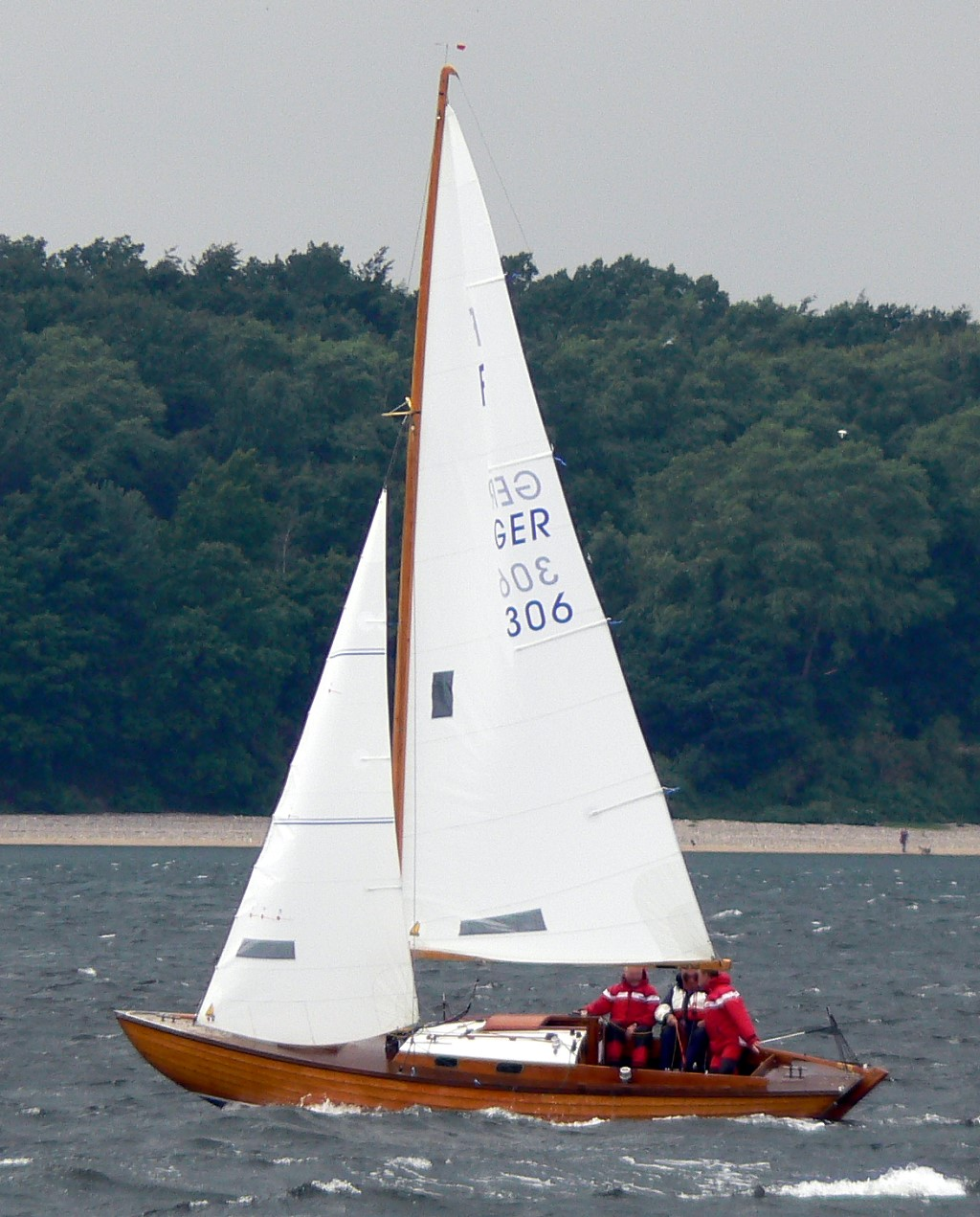
Bootsbug

Der übliche Bootsbug ist abgerundet. Diese Bauform ergibt sich von selbst beim Beplanken der Spanten, wenn die Planken zum Steven gebogen werden. Die voluminöse Form erzeugt viel Auftrieb und wird deshalb üblicherweise für kleine Boote (Folkeboote, Ruderboote) gewählt.

## Rammbug

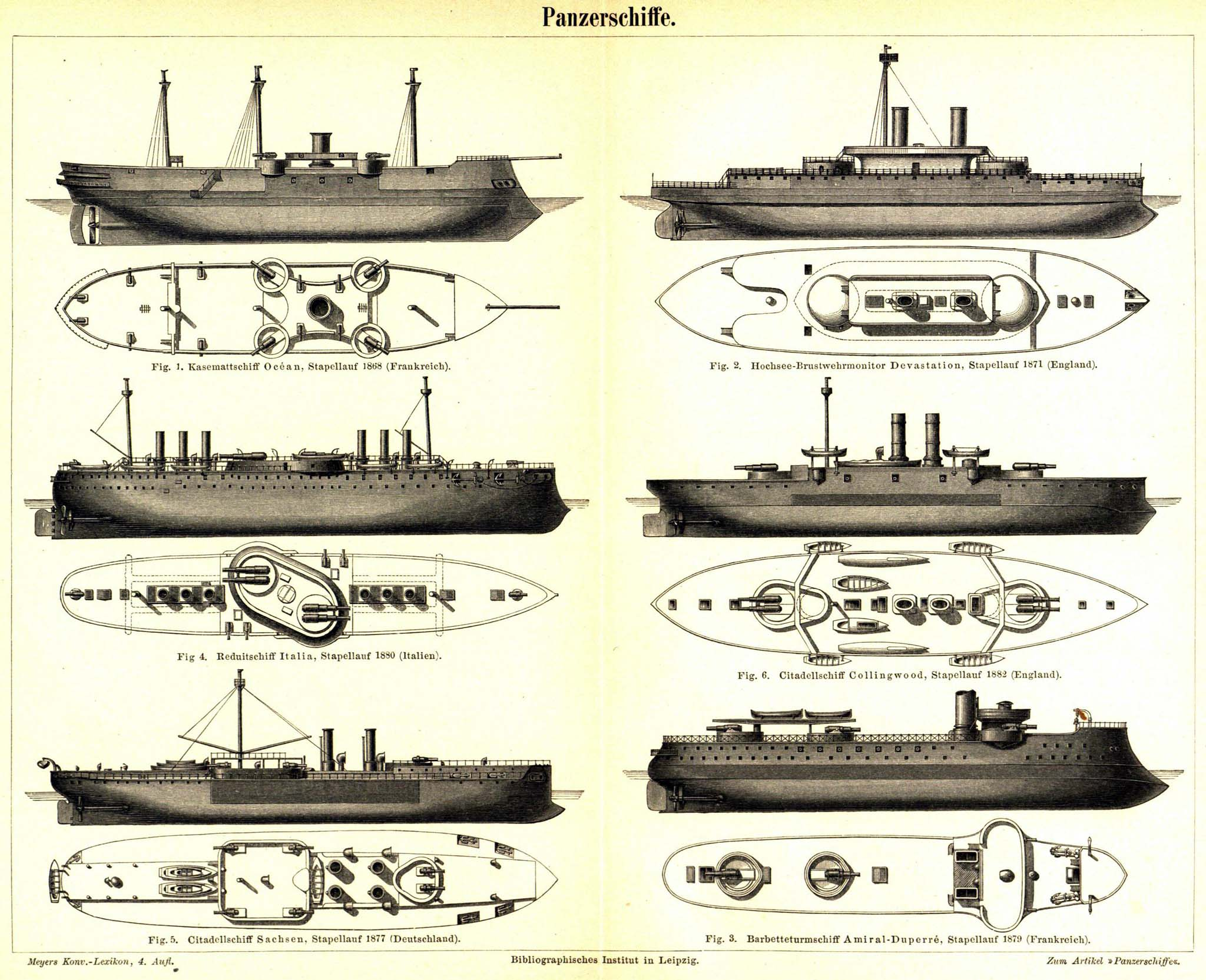
Panzerschiffe mit Rammbug

In der Antike hatten Kriegsschiffe oft einen Rammbug (auch Rammsporn genannt), der weit nach vorne ragte. Damit konnten gegnerische Schiffe unterhalb der Wasserlinie schwer beschädigt werden. Es wird vermutet, dass der Rammbug eine Art antiker Vorläufer des Wulstbugs gewesen ist; als Vorbild dienten vermutlich an der Wasseroberfläche schwimmende Delfine.
Als mit dem Aufkommen der Panzerschiffe zunächst die Panzerung gegenüber der Artillerie im Vorteil war, wurde auch der Rammbug wieder eingeführt. Die Seeschlacht von Lissa (1866), die durch einen Rammstoß entschieden wurde, bestätigte diese Entwicklung zunächst. Da sich mit dem artilleristischen Fortschritt (siehe Brisanzgranate) um 1900 jedoch das Niederkämpfen des Gegners auf große Entfernung durchsetzte, verlor der Rammbug an Bedeutung. Trotzdem hielt man an ihm fest, obwohl immer wieder bei Wendemanövern durch einen unbeabsichtigten Rammstoß eigene Schiffe versenkt wurden.
Auch die Kriegsschiffe des Ersten Weltkriegs hatten noch immer einen – zumindest der Form nach – Rammbug. Zum Rammen gegnerischer Schiffe war dieser meist nicht geeignet; praktische Bedeutung hatte er nur beim Rammen von U-Booten. Dazu ist anzumerken, dass die Schiffe während des Krieges und kurz davor mit einem weniger ausgeprägten Bug gebaut wurden, während z. B. die Yacht des Kaisers Hohenzollern oder die Kleinen Kreuzer der Gazelle-Klasse, die alle etwa um die Jahrhundertwende gebaut wurden, einen extrem stark ausgeprägten Bug aufwiesen. Gegen Ende des Krieges hatten die geplanten bzw. schon vom Stapel gelassenen Schiffe einen geraden Bugsteven.
Als Nebeneffekt der Rammbug-Entwicklung wurden immer wieder Abweichungen beim tatsächlichen Tiefgang und der tatsächlichen Geschwindigkeit neuer Schiffe mit Rammbug gegenüber den berechneten Konstruktionswerten gemessen. Diese Abweichungen wurden durch Auftriebs- und Strömungseffekte erzielt, die auftraten, weil einige Rammbugformen sich eher zufällig in ihrer Form einem Wulstbug annäherten. Dies war die Grundlage für spätere Versuchsreihen und führte letztlich zum Wulstbug.

## Klipperbug

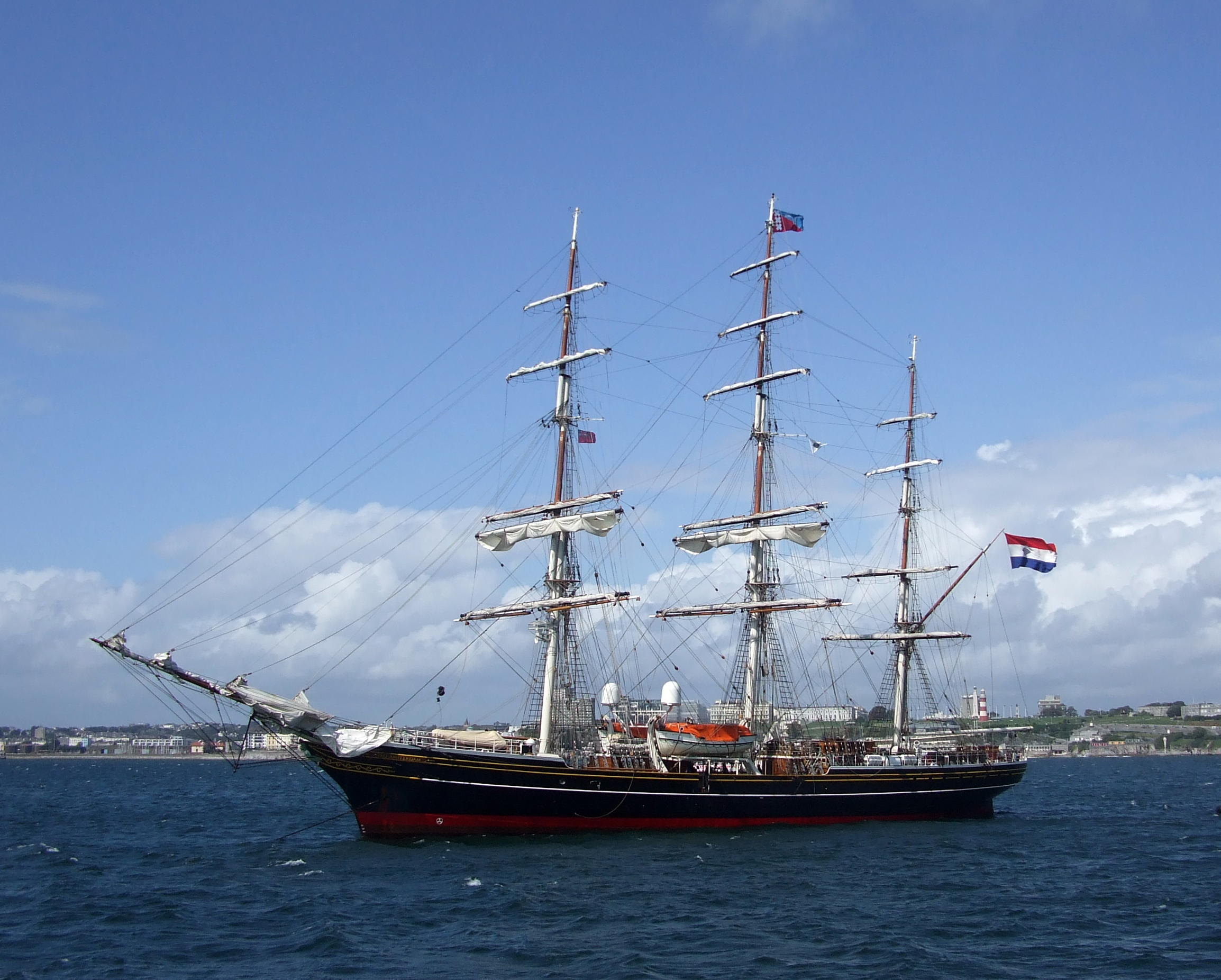
Klipperbug der Stad Amsterdam

Der Steven des Klipperbugs hat eine zweifach geschwungene Form. Etwa auf Höhe der Wasserlinie ist er relativ steil, während er darüber und darunter flacher wird, was einen sanften Übergang des Stevens sowohl zum Kiel als auch zum Bugspriet ergibt. Er ist konkav geformt, damit das Schiff bei Seegang ruhiger in die Wellen eintaucht und möglichst wenig „stampft“.
Ähnlich dieser Bugform ist der „Atlantikbug“ deutscher Großkriegsschiffe ab Ende der 1930er Jahre.

## Vertikaler oder Dampferbug

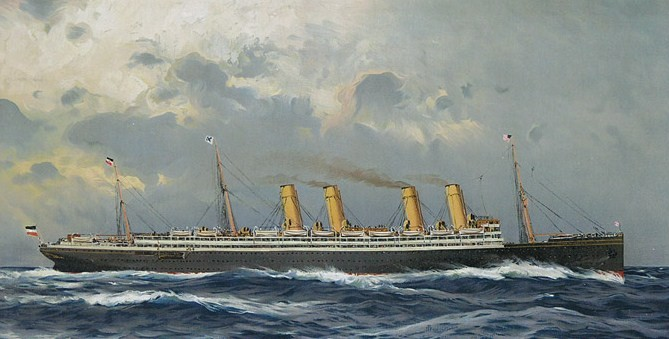
Dampferbug der Kaiser Wilhelm II.

Der Dampfersteven ist vertikal gerade oder gegebenenfalls mit geringem Fall nach voraus. Die Form entwickelte sich mit dem Aufkommen der Dampfschiffe als Vereinfachung der zuvor verwendeten Bugformen mit Bugspriet. In der Zeit nach dem Ersten Weltkrieg wurde der Dampfersteven durch neuere Entwicklungen wie Normalbug und Maiersteven abgelöst und wurde nur noch dort verwendet, wo die Länge über alles beispielsweise durch Schleusenmaße beschränkt blieb (Binnenschiffe, Große-Seen-Schiffe). In jüngerer Zeit erlebt die Rumpfform aufgrund ihrer Vorteile bei größeren Schiffen und stärker variierenden Tiefgängen und Geschwindigkeiten eine Renaissance.

## Maierform-Bug

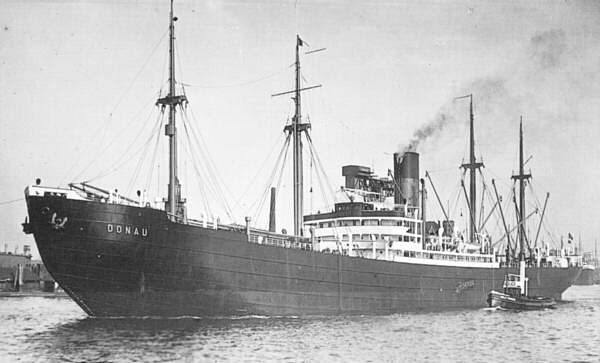
Typischer Maierform-Bug der Donau

Diese durch das Unternehmen Maierform eingeführte Rumpfform mit charakteristisch V-förmigen Spanten und ausfallend gerundetem Vorsteven wurde seit den späten 1920er Jahren gebaut.

## Normalbug

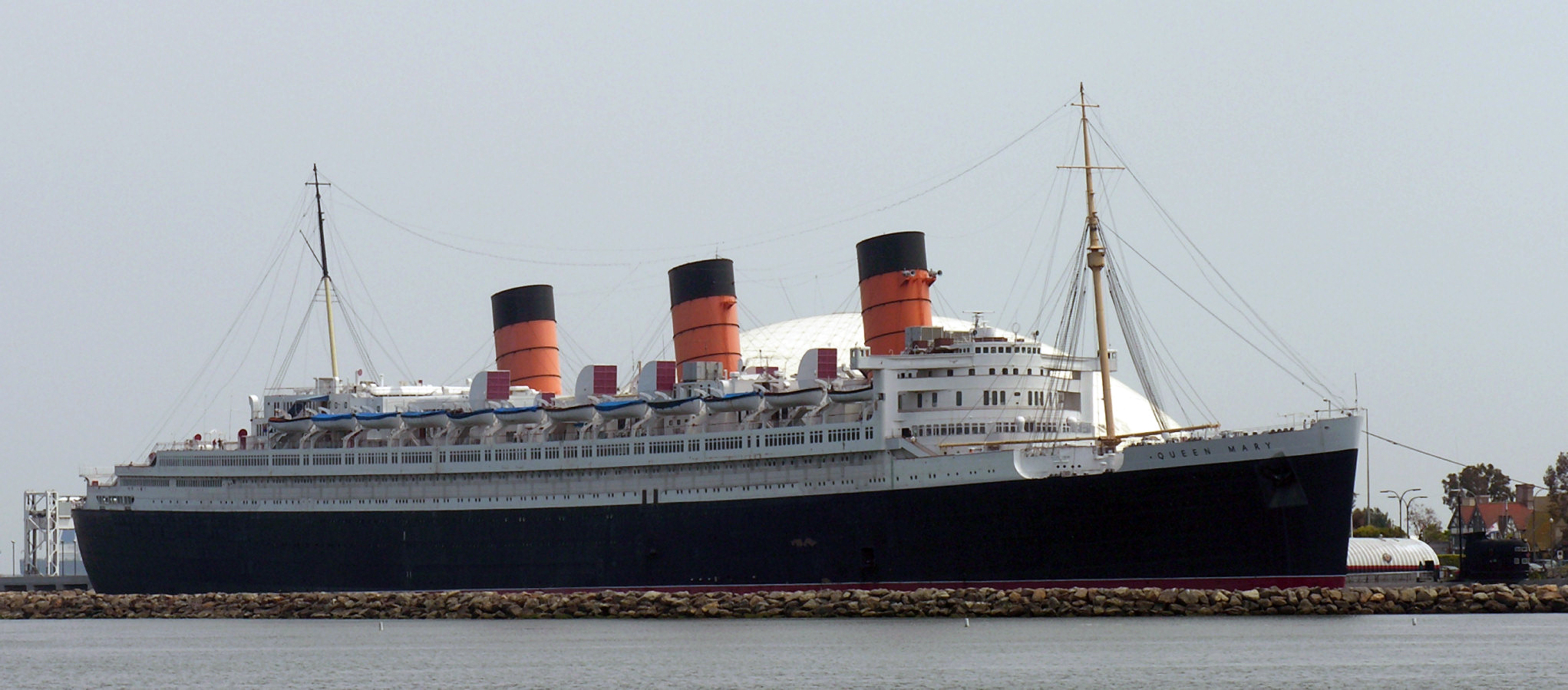
Normalbug der Queen Mary

Das Vorschiff mit geraden (bei Passagierschiffen auch leicht konvexen) nach vorne ausfallendem Steven gilt als Normalform. Ausfallende Vorstevenformen bieten im Seegang eine größere Reserveverdrängung und verringerte Gischtbildung sowie erhöhten Schutz bei Kollisionen.

## Wulstbug

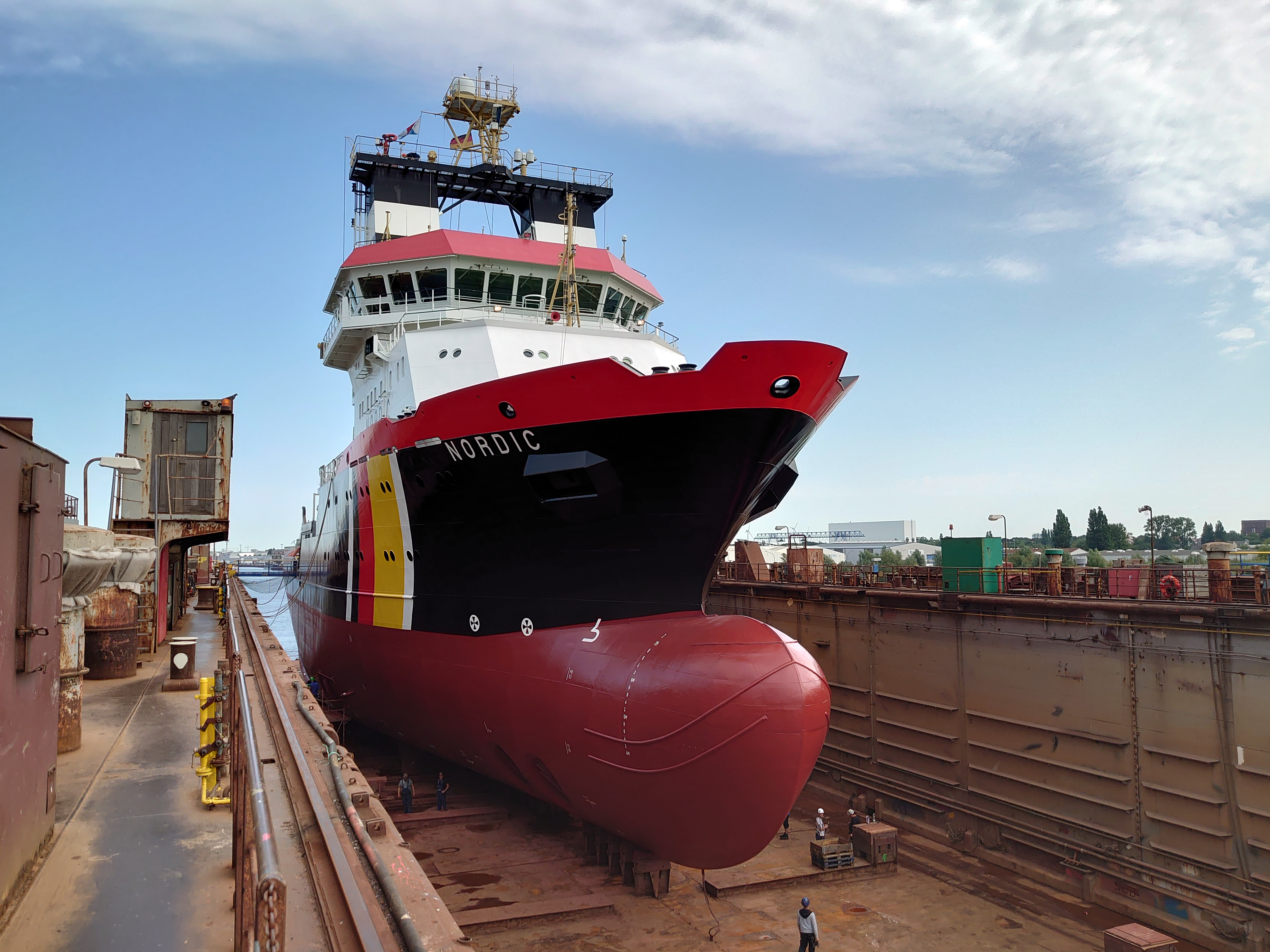
Hochsee-Bergungsschlepper Nordic im Trockendock mit gut sichtbarem Wulstbug

Der Wulstbug – auch Bugwulst genannt – ist der markante, etwa tropfenförmige Vorbau am Unterwasserbug sehr vieler großer Schiffe moderner Bauart. Er ist auch als Taylor-Wulst bekannt, benannt nach David Watson Taylor, Chefingenieur der United States Navy im Ersten Weltkrieg. Die ersten großen Schiffe, die damit ausgerüstet werden sollten, waren die für die Kaiserliche Marine im Bau befindlichen Großen Kreuzer der Mackensen-Klasse. Jedoch sind sie bis zum Ende des Ersten Weltkriegs nicht fertiggestellt worden und mussten abgewrackt werden. Damit gelten die beiden Schnelldampfer Bremen (1929) und Europa (1928) als die ersten größeren Schiffe, die mit einem Wulstbug ausgestattet wurden.
Vorteile des Wulstbugs sind unter anderem:
- Ein auf Trimmlage, Fahrgeschwindigkeit und Rumpfform eines Schiffes abgestimmter Wulstbug kann das Wellenbild eines fahrenden Schiffes positiv beeinflussen. Durch ihn wird die sonst auftretende Bugwelle, die den größten Teil des Strömungswiderstandes verursacht, fast vermieden.
Ein als Verdränger fahrendes Schiff kann normalerweise seine Rumpfgeschwindigkeit, die von der Länge der Wasserlinie abhängt, nicht überschreiten. Bei Erreichen der Rumpfgeschwindigkeit fährt es gegen die selbsterzeugte Bugwelle an, während die Heckwelle hinter dem Rumpf aufsteigt, das Heck in das Heckwellental sinkt und das Schiff somit in seinem eigenen Wellensystem aufwärtsfahren muss. Noch höhere Antriebsleistung lässt das Schiff nicht schneller fahren, sondern erhöht lediglich Bug- und Heckwelle.
Um die Geschwindigkeit erhöhen zu können, muss das Wellensystem des Schiffes verändert oder durch destruktive Interferenzen ausgelöscht werden. Dies erreicht der Wulstbug: Er erzeugt ein zweites Wellensystem, das Bug- und Heckwelle bis zur Auslöschung verkleinern kann. So erreicht das Schiff eine höhere Geschwindigkeit bei um 10–15 % verringertem Treibstoffverbrauch. Weitere positive Effekte wie eine bessere Anströmung des Propellers entstehen ebenfalls, gelten aber als eher nachrangig.[8]
- Liegt der Wulstbug vor dem vorderen Lot, wird das durch ihn verdrängte Wasser mit höherer Geschwindigkeit als das umgebende Wasser durch Wirbeleffekte unter das Schiff gezogen, was den Widerstand des Rumpfes weiter verringert.[2]

Nachteilig beim Wulstbug sind vor allem die hohen Herstellungskosten durch die komplexe Form, die mit relativ geringen Toleranzen gefertigt werden muss. Außerdem erreicht der Wulstbug seine Wirkung nur in einem engen Geschwindigkeitsbereich, für den er speziell entworfen wird, und bei einer Lage knapp unter der Wasseroberfläche. Außerhalb dieser engen Bedingungen kann der Wasserwiderstand des Fahrzeugs sogar erhöht werden.

Daher ist der Wulstbug ungeeignet für Schiffe, die mit sich stets ändernder Geschwindigkeit unterwegs sind (z. B. Schlepper mit und ohne Last, Segler bei viel oder wenig Wind) oder Fahrzeuge, die mit stets wechselnder Trimmlage fahren (z. B. Segelfahrzeuge, die selten aufrecht fahren).
Der Wulstbug verschlechtert die Manövriereigenschaften, was aber nicht ins Gewicht fällt und durch die Vorteile weit überwogen wird. Wegen ihrer enormen Länge und des Manövrierbedarfs, z. B. in Schleusen, haben viele Schiffe ohnehin ein Bugstrahlruder. Angesichts teuren Kraftstoffes (Schweröl) kann es sogar lohnen, einen vorhandenen Wulstbug zu optimieren (Retrofit). Seit dem Beginn der Schifffahrtskrise im Sommer 2008 fahren viele Seeschiffe mit reduzierter Geschwindigkeit („Slow steaming“), um Kraftstoff zu sparen. Oft ist ihr Bug auf eine hohe Fahrgeschwindigkeit (über 20 kn) ausgelegt; ein optimaler Wulstbug für geringere Geschwindigkeit hat eine andere Form. Die Reederei Maersk ließ beispielsweise zehn Containerschiffe umbauen. Die neuen Nasen sollen 1–2 % Kraftstoff sparen. Die Nasenform ist Forschungsgegenstand von Fluiddynamik und Schiffstheorie.

## Eisbrecherbug

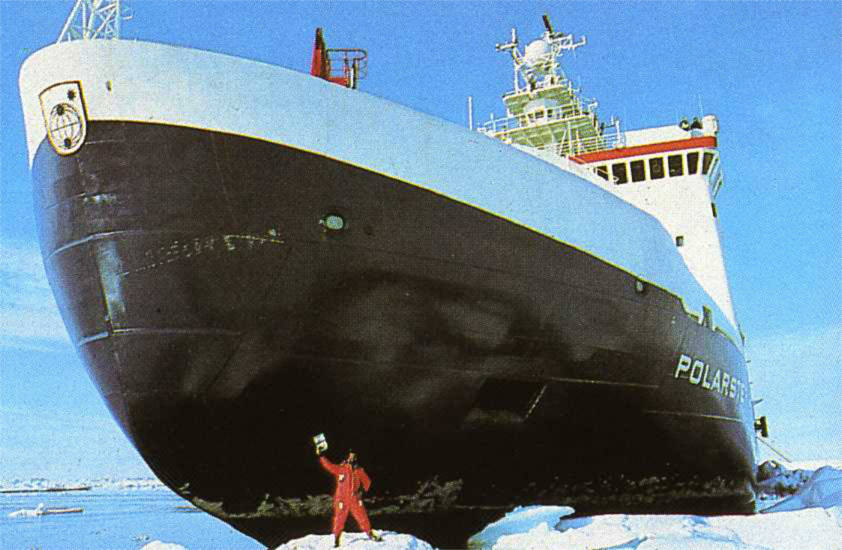
Eisbrecherbug der Polarstern

Der Bug eines Eisbrechers ist konvex geformt und im Bereich der Wasserlinie relativ flach, sodass das Schiff mit Schwung auf das Eis auffahren kann, damit dieses unter dem Gewicht auseinanderbricht. Mit dem Thyssen-Waas-Bug werden allerdings auch nahezu rechtwinklige Bugkonstruktionen bei Eisbrechern eingesetzt.

## X-Bow

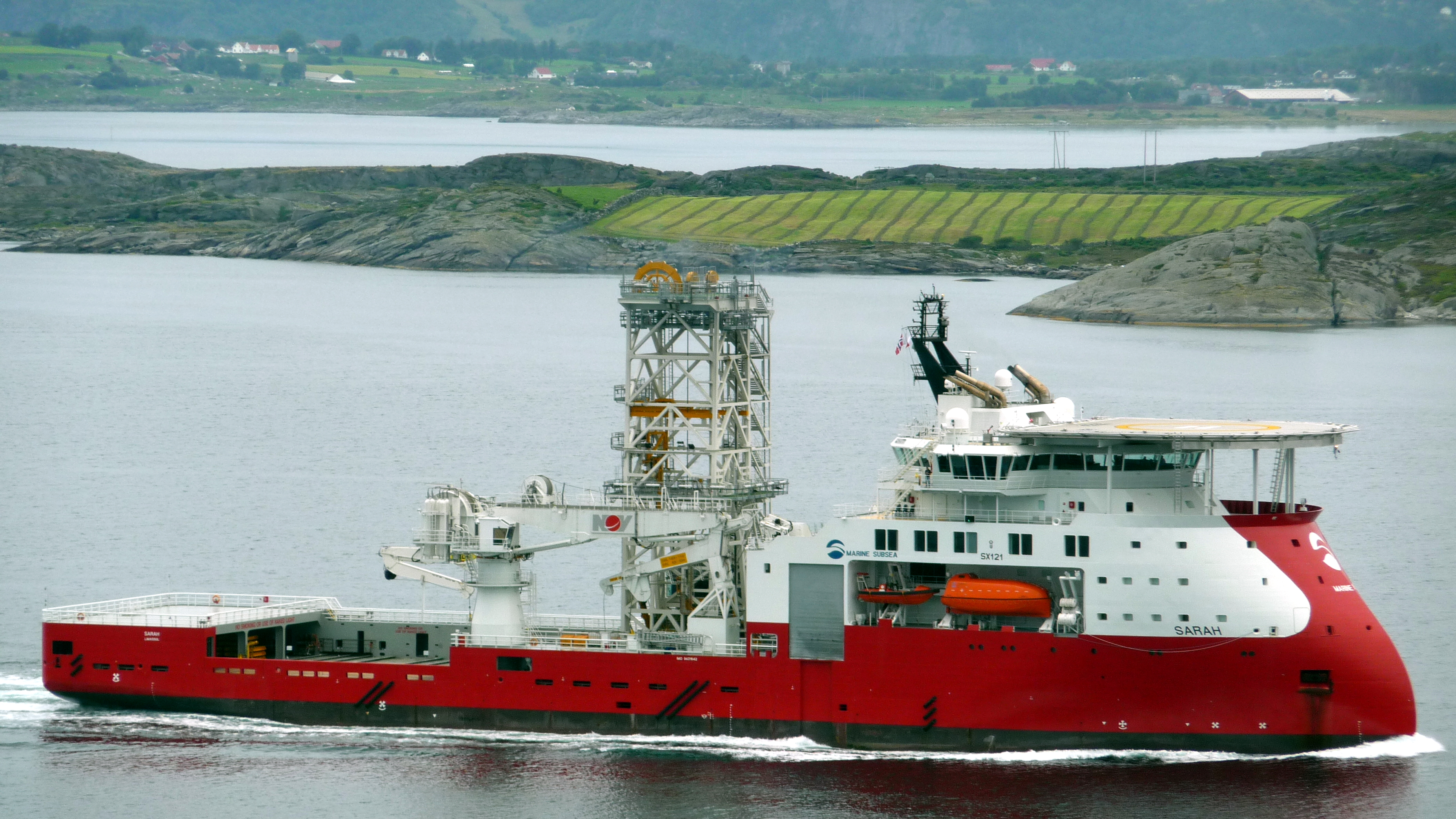
Schiff mit X-Bow

Der Ulstein X-Bow ist eine Bugform ohne Bugwulst, deren Steven sich oberhalb der Wasserlinie nach hinten neigt. Die Vorteile der Form liegen im geringeren Strömungswiderstand und höheren Geschwindigkeiten bei schweren Seebedingungen. Durch den im Bereich kurz über der Wasseroberfläche völligeren Steven erzielen Schiffe mit X-Bow einen höheren Auftrieb bei geringerem Eintauchen, was zu weicheren Seegangsbewegungen des Schiffsrumpfes und geringeren negativen Beschleunigungen führt.

## Rezeption
siehe auch: De Boeg, Denkmal in Rotterdam